# Lebens-Künstler
"Lebens-Künstler" (auch Lebenskünstler) war eine von 1995 bis 2008 vier- bis fünfmal im Jahr im ORF ausgestrahlte Prominenten-Talkshow, die vom Wiener Altbürgermeister und ehemaligen Fernsehdirektor Helmut Zilk moderiert wurde. Die Aufzeichnung fand im 20. Stockwerk des Wiener Ringturms statt, eines Gebäudes der Wiener Städtischen Versicherung, deren Aufsichtsratsvorsitzender Zilk war. Die Talkshow hatte rund 220.000 bis 300.000 Zuschauer. Die Folge mit Karl Moik erreichte 455.000 Zuschauer.

## Gäste
| Gast                     | Erstausstrahlung   |
| ------------------------ | ------------------ |
| Peter Alexander          | 20. Dezember 1998  |
| Hannes Androsch          | 30. April 2000     |
| Armin Assinger           | 26. Oktober 2004   |
| Gerd Bacher              | 18. November 1997  |
| Senta Berger             | 1. November 1999   |
| Alfred Biolek            | 5. April 1999      |
| Frank Elstner            | 13. April 2002     |
| Herbert Fux              | 6. Januar 2003     |
| Uschi Glas               | 27. Dezember 1996  |
| Hubert von Goisern       | 16. Juli 2008      |
| Thomas Gottschalk        | 19. Mai 1997       |
| Karl-Heinz Grasser       | 1. April 2007      |
| Otto von Habsburg        | 1. Juni 1998       |
| Karlheinz Hackl          | 12. April 2004     |
| Heinrich Harrer          | 8. Dezember 2002   |
| Johannes Heesters        | 6. Januar 1997     |
| André Heller             | 8. Dezember 2004   |
| Christiane Hörbiger      | 27. Dezember 1998  |
| Ioan Holender            | 6. Januar 2007     |
| Alfred Hrdlicka          | 27. Juni 2008      |
| Udo Jürgens              | 6. Januar 2000     |
| Harald Juhnke            | 3. Mai 1998        |
| Alice und Ellen Kessler  | 9. Mai 2002        |
| Franz König              | 8. April 1996      |
| Helmut Kohl              | 27. Mai 1996       |
| Teddy Kollek             | 28. August 1996    |
| Hans Krankl              | 5. September 2001  |
| Hans-Joachim Kulenkampff | 4. Oktober 1995    |
| Niki Lauda               | 8. Dezember 2006   |
| Karl Moik                | 8. Dezember 2001   |
| Tobias Moretti           | 8. Dezember 1997   |
| Fritz Muliar             | 24. Mai 1999       |
| Günther Nenning          | 1. Mai 2001        |
| Friedrich Orter          | 1. November 2007   |
| Helmut Pechlaner         | 10. Juni 2004      |
| Gustav Peichl            | 28. März 2005      |
| Claus Peymann            | 31. März 1997      |
| Erika Pluhar             | 8. Dezember 2007   |
| Hugo Portisch            | 16. Mai 2005       |
| Marcel Prawy             | 17. Januar 1999    |
| Freddy Quinn             | 22. September 2001 |
| Peter Rapp               | 6. Januar 2004     |
| Willi Resetarits         | 1. November 2003   |
| Vera Russwurm            | 12. Juni 2000      |
| Toni Sailer              | 19. September 1997 |
| Maximilian Schell        | 8. Dezember 2003   |
| Harald Schmidt           | 7. Dezember 2000   |
| Werner Schneyder         | 22. März 2008      |
| Christoph Schönborn      | 8. Dezember 2005   |
| Karl Schranz             | 7. Januar 2001     |
| Harald Serafin           | 7. Juli 2007       |
| Helmut Thoma             | 13. Juli 1997      |
| Peter Ustinov            | 15. Dezember 1995  |
| Peter Weck               | 26. Oktober 2005   |
| Konstantin Wecker        | 21. April 2003     |
| Markus Wolf              | 18. Oktober 1996   |

## Mitarbeiter
Die Sendungsverantwortung hatte beim ORF von Beginn der Sendereihe am 4. Oktober 1995 bis April 2002 Erwin Fischer, 2002/2003 Karin Zimmermann-Steiner, von 2003 bis 2006 Herbert Sklenka inne. Von 2006 bis 2008 leitete wieder Karin Zimmermann-Steiner die Sendung. Die Redaktion lag 1995 in den Händen von Jutta Stürgkh-Kofler, ihr Nachfolger Harald Luiki betreute Lebens-Künstler von 1996 bis 2008. Regie führte von 1995 bis 2002 Herbert Grunsky und von 2002 bis 2008 Petra Vogt.